# QOOV
株式会社QOOV（クーヴ）は、大阪市に本社を置く、CM、プロモーションビデオ等の映像、グラフィックデザイン、Web等の制作プロダクションである。代表取締役は映像作家兼クリエイティブディレクターの井上タケシ。

## 事業目的
- CM制作
- プロモーション映像制作
- グラフィックデザイン
- Web制作
- ブランディング

## 概要
映像作家井上タケシとJung-meeによるコラボレートカンパニーとして、それぞれの創作活動を経て2005年に設立。カッコイイヲキワメタイをコンセプトに、斬新な作風が特長である。
世界各国の言語に対応した制作が可能でグローバル展開を行う。
QOOV（クーヴ）とは、英語でカッコイイという意味を持つ言葉、“COOL”を変化させた造語。

## 映像作品の主な受賞歴
- FILMHAUS Berlin（2021年, ドイツ）

作品名： 『W∞ - Heritage of Soul -』
Director / 井上タケシ
”Best Experimental Short Section 入賞"
- Robinson Film Awards（2021年, イタリア）

作品名： 『W∞ - Heritage of Soul -』
Director / 井上タケシ
”Experimental Short Section グランプリ受賞"
- Swedish International Film Festival（2021年, スウェーデン）

作品名： 『W∞ - Heritage of Soul -』
Director / 井上タケシ
”Best Experimental Section 入賞"
- Multi Dimension Independent Film Festival（2021年, イギリス）

作品名： 『W∞ - Heritage of Soul -』
Director / 井上タケシ
”Best Experimental Section グランプリ受賞"
- Delta International Film Festival（2021年, インド）

作品名： 『W∞ - Heritage of Soul -』
Director / 井上タケシ
”Best Experimental Section グランプリ受賞"
- Krimson Horyzon International Film Festival（2021年, インド）

作品名： 『W∞ - Heritage of Soul -』
Director / 井上タケシ
”Best Experimental Section グランプリ受賞"
- 4th Dimension Independent Film Festival（2021年, インドネシア）

作品名： 『W∞ - Heritage of Soul -』
Director / 井上タケシ
”Best Experimental Film Section グランプリ受賞"
- Festival Internacional de Marbella（2021年, スペイン）

作品名： 『W∞ - Heritage of Soul -』
Director / 井上タケシ
”Short Film Experimental, Best Director, Best Screenplay, Best Actress Section 入賞"
- EdiPlay International Film Festival（2021年, フランス）

作品名： 『W∞ - Heritage of Soul -』
Director / 井上タケシ
”Best Experimental Film Section グランプリ受賞"
- 大阪国際映画祭 （2021年, 日本）

作品名： 『W∞ - Heritage of Soul -』
Director / 井上タケシ
”Best Experimental Short Film Section セミファイナリスト"
- Madrid Film Awards （2021年, スペイン）

作品名： 『W∞ - Heritage of Soul -』
Director / 井上タケシ
”Experimental Short Film Section ファイナリスト"
- The Continental Film Festival （2020年, USA）

作品名： 『W∞ - Heritage of Soul -』
Director / 井上タケシ
”Best Shortfilm Section, Best Screenplay Section, Best Edition Section ファイナリスト、Best Director Section セミファイナリスト、公式上映"
- 6th Unfiltered Cinema Film Festival （2020年, ベラルーシ）

作品名： 『W∞ - Heritage of Soul -』
Director / 井上タケシ
”Experimental Section ファイナリスト、公式上映"
- Rome Independent Prisma Awards （2020年, イタリア）

作品名： 『W∞ - Heritage of Soul -』
Director / 井上タケシ
”Experimental Section 入賞"
- ljubljana international short film festival （2009年, スロベニア）

作品名： 『W∞ - synchronize -』
Director / 井上タケシ
”World Experimental Section 入賞, 公式上映"
- 4th NAOUSSA INTERNATIONAL SHORT FILM & VIDEO FESTIVAL （2007年, ギリシャ）

作品名： 『W∞ - ZOOOOMINOUT -』
Director / 井上タケシ
作品名： 『SAKURA』
Director / Jung-mee
”Experimental Section ファイナリスト, 公式上映"
- Alternative Film/Video 2006 （2006年, セルビア）

作品名： 『W∞ - Fragment of Memories -』
Director / 井上タケシ
”Experimental Section ファイナリスト, 公式上映"
- 14th Festival Chileno Internacional de Cortometrajes de Santiago （2006年, チリ）

作品名： 『SAKURA』
Director / Jung-mee
”International Selection ファイナリスト, 公式上映"
- Where is the love? International Short Film Festival （2006年, ルーマニア）

作品名： 『SAKURA』
Director / Jung-mee
”Fiction Section ファイナリスト, 公式上映"
- festival audiovisual zemo98_7 （2005年, スペイン）

作品名： 『W∞ - Take a chance -』
Director / 井上タケシ
”INFORMATIVE SECTION ファイナリスト, 公式上映"
- Festival Internacional de Cortometraje y Cine Alternativo de BENALMADENA （2005年, スペイン）

作品名： 『W∞ - Onomichi in Hiroshima-』
Director / 井上タケシ
"Video Section, Modalidad Experimental Section ファイナリスト, 公式上映"